# معركة كواجالين
دارت معركة كواجالين ضمن حملة المحيط الهادئ خلال الحرب العالمية الثانية، وذلك في الفترة من 31 يناير إلى 3 فبراير 1944، على أتول كواجالين في جزر مارشال. استفادت القوات الأمريكية من الدروس القاسية التي تعلمتها في معركة تاراوا، وشنّت هجومًا مزدوجًا ناجحًا على الجزيرتين الرئيسيتين في الأتول: كواجالين في الجنوب ورُوي-نامور في الشمال. ورغم أن القوات اليابانية المدافعة كانت أقل عددًا وغير مستعدة بشكل كافٍ، فإنها أبدت مقاومة شرسة. وقد كانت شراسة الدفاع عن رُوي-نامور كبيرة لدرجة أن عدد الناجين من الحامية الأصلية، التي كانت تضم حوالي 3,500 جندي، لم يتجاوز 51 جنديًا فقط.
مثّلت المعركة بالنسبة للولايات المتحدة خطوة جديدة في استراتيجيتها المتمثلة في القفز بين الجزر نحو اليابان، كما شكلت نصرًا معنويًا مهمًا، إذ كانت هذه المرة الأولى التي تخترق فيها القوات الأمريكية "الدائرة الخارجية" للنفوذ الياباني في المحيط الهادئ. أما بالنسبة لليابانيين، فقد جسدت المعركة فشل استراتيجية الدفاع من خط الشاطئ، مما دفعهم لاحقًا إلى تبني تحصينات دفاعية أكثر عمقًا داخل الجزر. وقد أثبتت معارك لاحقة مثل بيليليو، وغوام، وجزر الماريانا أنها أكثر تكلفة وخطورة على القوات الأمريكية من الناحية البشرية واللوجستية.

## المعركة

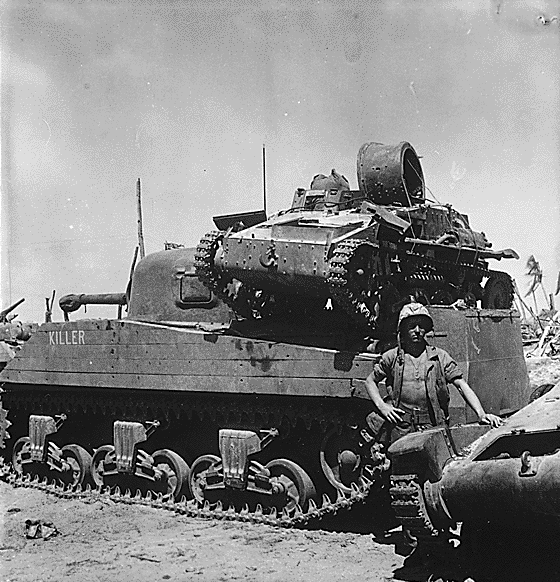
جزيرة كواجالين، 2 فبراير 1944: يقف الجندي من الدرجة الأولى ن. إ. كارلينج بجوار الدبابة المتوسطة "كيلر" التي تحمل دبابة خفيفة يابانية مدمرة. الدبابة الأمريكية هي M4 شيرمان، والمركبة اليابانية هي دبابة من نوع 94.

تكوّنت القوات الأمريكية المشاركة في الإنزال ضمن معركة كواجالين من قوة الإنزال البرمائية للأسطول الخامس بقيادة الأدميرال ريتشموند ك. تيرنر، وفيلق الإنزال البرمائي الخامس (V Amphibious Corps) بقيادة اللواء هولاند م. سميث.
وضمّت هذه القوات:
- الفرقة الرابعة من مشاة البحرية، بقيادة اللواء هاري شميدت
- الفرقة السابعة مشاة التابعة للجيش الأمريكي، بقيادة اللواء تشارلز هـ. كورليت
- مشاة البحرية الثانية والعشرون (22nd Marines)
- الفوج 106 و111 مشاة التابعين للجيش الأمريكي

وقد شكّلت هذه القوات المشتركة القوة الهجومية الأساسية في عملية الإنزال على جزيرتي كواجالين وروي-نامور ضمن حملة جزر مارشال.
تم تكليف الفرقة الرابعة من مشاة البحرية بمهاجمة جزيرة روي-نامور، بينما أوكلت مهمة الهجوم على جزيرة كواجالين إلى الفرقة السابعة مشاة التابعة للجيش الأمريكي. وقد كُلِّف الكتيبة الثانية من الفوج 106 مشاة بمهمة السيطرة المتزامنة على أتول ماجورو. أما بقية وحدات الفوج 106 إلى جانب مشاة البحرية الثانية والعشرين (22nd Marines)، فقد تم وضعهم في الاحتياط لدعم عملية كواجالين، بينما كانوا أيضًا في حالة استعداد للهجوم التالي على إنيويتوك، والذي كان مقررًا بعد ثلاثة أشهر من تلك العمليات

## قراءة إضافية
- Wright III، Burton. Eastern Mandates. US Army Campaigns in World War II. مركز التاريخ العسكري لجيش الولايات المتحدة. CMH Pub 72-23. مؤرشف من الأصل في 2003-10-24.
- Chapin, Captain John C., USMCR (Ret), Breaking the Outer Ring: Marine Landings in the Marshall Islands, Marines in World War II Commemorative Series, History and Museums Division, United States Marine Corps, 1994.
- Heinl، Robert D., and John A. Crown (1954). "The Marshalls: Increasing the Tempo". USMC Historical Monograph. Historical Division, Division of Public Information, Headquarters U.S. Marine Corps. مؤرشف من الأصل في 2006-11-16. اطلع عليه بتاريخ 2006-12-04.{{استشهاد ويب}}:  صيانة الاستشهاد: أسماء متعددة: قائمة المؤلفين (link)
- Dyer، George Carroll (1956). "The Amphibians Came to Conquer: The Story of Admiral Richmond Kelly Turner". United States Government Printing Office. مؤرشف من الأصل في 2011-05-21. اطلع عليه بتاريخ 2011-05-05.